# 巴特法伊尔恩巴赫
巴特法伊尔恩巴赫是德国巴伐利亚州的一个市镇。总面积57.49平方公里，总人口7597人，其中男性3781人，女性3816人（2011年12月31日），人口密度132人/平方公里。